# Sasza Reznikow
Sasza Reznikow (ros. Саша Резников, biał. Саша Рэзнікаў, Sasza Reznikał; ur. 20 stycznia 1986 w Mińsku), właśc. Aleksander Reznikow (ros. Александр Резников, biał. Аляксандр Рэзнікаў, Alaksandr Reznikał) – białoruski aktor teatralny, telewizyjny i filmowy. Występujący od 2010 na scenie Teatru Muzycznego im. Danuty Baduszkowej w Gdyni. Od 2013 posiada również polskie obywatelstwo.

## Wykształcenie
Studiował w latach 2003–2006 w Białoruskiej Państwowej Akademii Sztuki na wydziale aktorskim (aktor teatralny i filmowy).
W 2009 ukończył Państwową Wyższą Szkołę Teatralną im. Ludwika Solskiego w Krakowie na wydziale aktorskim o specjalności wokalno-aktorskiej.

## Kariera aktorska
W latach 2005–2006 pracował w Teatrze Białoruskiej Dramaturgii. W Polsce mieszka i pracuje od 2006. Współpracował z wieloma polskimi teatrami, między innymi: Teatrem PWST w Krakowie, Teatrem Muzyczny Capitol we Wrocławiu. Od 2008 do 2013 występował w Teatrze Nowym w Poznaniu. Od 2010 występuje w Teatrze Muzycznym w Gdyni.

## Filmografia
Opracowano na podstawie

### Filmy
- 2021: Small World
- 2020: Magnezja – gruby czekista
- 2019: Solid Gold – pilot
- 2019: The occupation - partyzant
- 2018: Reytan. Druga strona drzwi (spektakl telewizyjny)
- 2016: Les innocentes – żołnierz radziecki
- 2014: Chłopi (Spektakl telewizyjny) – ksiądz
- 2014: Fotograf – szef kadr
- 2013: Syberiada polska – oficer NKWD
- 2012: Piąta pora roku – policjant
- 2012: Żywie Biełaruś! – przewodniczący komisji wojskowej
- 2011: Lalka (spektakl telewizyjny) – Suzin

### Seriale
- 2020: Król (serial telewizyjny) jako Sobenski (odc. 1, 4, 5, 8)
- 2020: Bez skrupułów (2020) – pilot (odc. 3, 5)
- 2020: Królestwo kobiet – (odc. 1, 7)
- Od 2020: Święty – ksiądz Wincenty Wojtala/ starszy posterunkowy Janusz Wojtala
- 2019–2020: Policjantki i policjanci – ksiądz Wincenty (odc. 613–624, 689)
- 2019: Lombard. Życie pod zastaw – Jarek (odc. 163)
- 2019: M jak miłość – rosyjski kierowca (odc. 1416)
- 2018: Ziuk. Młody Piłsudski – sędzia na procesie zamachowców (pilot; 1 odc.)
- 2018: Ślad – Piotr Samborski, ps. „Samolot” (odc. 20)
- 2018: Świat według Kiepskich – Rosjanin (odc. 539)
- Od 2018: Sprawiedliwi – Wydział Kryminalny – starszy posterunkowy Janusz Wojtala
- 2014: Ojciec Mateusz – mężczyzna (odc. 160)
- 2011: Barwy szczęścia – ps. „Dziki” (odc. 670, 673, 680)
- 2011: Ludzie Chudego (odc. 20)
- 2010: Samo życie (serial telewizyjny) – policjant (odc. 1499); Igor „Iwan” Iwanowicz (odc. 1532–1543, 1547)

## Teatr

### Teatr Muzyczny im. Danuty Baduszkowej w Gdyni

#### Aktualnie występuje w spektaklach
- Mistrz i Małgorzata (ujednoznacznienie) - Wieprz, reż. J. Józefowicz (2021)
- Avenue Q  – Kudłaty, reż. M. Miklasz (2014)
- Chłopi  – Ksiądz, reż. W. Kościelniak (2013)
- Cud albo Krakowiaki i Górale – reż. M. Zadara
- Ghost – Duch Szpitala, reż. T. Dutkiewicz (2015)
- Gorączka sobotniej nocy – reż. T. Dutkiewicz
- Hairspray – Pan Pinky, reż. B. Szyc (2019)
- Lalka – Suzin, reż. W. Kościelniak (2010)
- Piotruś Pan – Pirat, reż. J. Józefowicz (2016)
- Skrzypek na dachu  – Policjant, reż. J. Gruza (2008)
- Wiedźmin – Szambelan, W. Kościelniak (2017)

#### Występy w spektaklach
- „Zły” – Kuba Wirus, reż. W. Kościelniak (2015)
- „Przygody Sindbada Żeglarza” – Bosman, reż. J. Kilian (2014)
- „Klub Kawalerów” – Motyliński, reż. J. Celeda (2013)
- „Shrek” – Wilk okrutnie zły, reż. M. Korwin (2011)
- „Spamalot” – Historyk, Szyderca, Brat Maynarda, reż. M. Korwin (2010)

### Role w innych teatrach
- „Proces” (reż. W. Kościelniak) – Teatr PWST Kraków
- „Sen nocy letniej” (reż. W. Kościelniak) – Teatr Nowy w Poznaniu
- „Idiota” – rola: Lebiediew (reż. W. Kościelniak) – Teatr Muzyczny Capitol we Wrocławiu
- „Tak jest” koncert galowy 33. Przeglądu Piosenki Aktorskiej we Wrocławiu (reż. W. Kościelniak) – Teatr Muzyczny Capitol we Wrocławiu